# Ercheia atrivitta
Ercheia atrivitta är en fjärilsart som beskrevs av Walker 1864. Ercheia atrivitta ingår i släktet Ercheia och familjen nattflyn. Inga underarter finns listade i Catalogue of Life.